# Francisco Rojas Toledo
Francisco Antonio Rojas Toledo (Baltimore, Estados Unidos, 29 de enero de 1956). Miembro actual del Partido Acción Nacional, exalcalde de Tuxtla Gutiérrez en el periodo 1999-2001, fue el candidato del Partido Acción Nacional a Gobernador de Chiapas en las elecciones de 2006.
Es médico cirujano con especialización en ginecología, fue elegido en 2003 diputado federal por el IX Distrito Electoral Federal de Chiapas a la LIX Legislatura, y en 2006 había sido postulado como candidato a senador por su estado, pero finalmente fue nominado candidato a la gubernatura por el Comité Ejecutivo Nacional del partido, que prefirió la postulación de un candidato propio a uno externo, entre los que se había mencionado al exgobernador priista Roberto Albores Guillén. El 10 de agosto de 2006 declinó su candidatura en favor de José Antonio Aguilar Bodegas, candidato de la Alianza por Chiapas, para hacer un frente común contra el candidato de la Coalición Por el Bien de Todos, Juan Sabines Guerrero.
Participó nuevamente como candidato a la presidencia municipal de Tuxtla en las elecciones del 19 de julio del 2015 donde el candidato Fernando Castellanos Cal y Mayor del Partido Verde y aliados salió victorioso por un margen mínimo de 227 votos, por lo cual Francisco Rojas demandó ante los tribunales correspondiente para la anulación de estas por supuestas anomalías; sin embargo, el Tribunal Electoral entregó la constancia de mayoría al candidato del PVEM.
En la elección municipal de 2018 volvió a participar como candidato a la presidencia municipal, esta vez con la Coalición Por Chiapas al Frente conformada por el Partido Acción Nacional, Partido de la Revolución Democrática y el Partido Movimiento Ciudadano. Los resultados nuevamente fueron adversos, esta vez por un margen más amplio y contra el candidato de la Coalición de Juntos Haremos Historia, Carlos Morales Vázquez. De quien formó parte del cabildo como regidor plurinominal. 
En el proceso electoral 2021, de nueva cuenta decidió participar como candidato a la presidencia municipal.